# Chasmina linea
Chasmina linea är en fjärilsart som beskrevs av George Francis Hampson 1891. Chasmina linea ingår i släktet Chasmina och familjen nattflyn. Inga underarter finns listade i Catalogue of Life.